# Prix Méditerranée
| Mediterranean Centre of Literature Perpignan |

Der Prix Méditerranée (deutsch: „Mittelmeer-Preis“) ist ein französischer Literaturpreis.
Er wurde 1984 in Perpignan vom Mediterranean Centre of Literature (CML, „Mittelmeerzentrum für Literatur“) als kulturelle Interaktion zwischen den zahlreichen Mittelmeerländern gestiftet. Die erste Preisverleihung fand 1985 statt. Die Jury trifft sich zweimal im Jahr in Paris. 
Es wurden jährlich zwei Auszeichnungen übergeben, einmal der Prix Méditerranée selbst und ab 1992 der Prix Méditerranée Étranger. Letzterer geht an ein Werk, das ins Französische übersetzt wurde. Im Jahr 2023 erfolgte die Vergabe in diesen beiden sowie in weiteren drei Kategorien, sich damit den meisten großen französischen Literaturpreisen angleichend.

## Liste der Preisträger

### Prix Méditerranée
- 2023 – Philippe Vilain, La Malédiction de la Madone
- 2021 – Boualem Sansal, Abraham ou La cinquième Alliance
- 2020 – Mahi Binebine, Rue du pardon
- 2019 – Jérôme Ferrari, À son image
- 2018 – Kamel Daoud, Zabor ou Les Psaumes
- 2017 – Metin Arditi, L’Enfant qui mesurait le monde
- 2016 – Teresa Cremisi, La Triomphante
- 2015 – Valérie Zenatti, Jacob, Jacob
- 2014 – Gérard de Cortanze, L’an prochain à Grenade, éditions Albin Michel
- 2013 – Nedim Gürsel, L'ange rouge
- 2012 – Jean-Noël Pancrazi, La Montagne
- 2011 – Pierre Assouline, Les vies de Job
- 2010 – Dominique Baudis, Les Amants de Gibraltar (Grasset)
- 2009 – Alexandre Najjar, Phenicia (Plon)
- 2008 – Louis Gardel, La baie d'Alger (Seuil)
- 2007 – Emile Brami, Le manteau de la Vierge (Fayard)
- 2006 – Michel del Castillo, Dictionnaire amoureux de l'Espagne (Plon)
- 2005 – Jean-Pierre Vernant, La Traversée des frontières (Seuil)
- 2004 – Amin Maalouf, Origines (Grasset)
- 2003 – François Sureau, Les Alexandrins (Gallimard)
- 2002 – Jean–Paul Mari, Il faut abattre la lune (Nil)
- 2001 – Edmonde Charles-Roux, L'Homme de Marseille (Grasset)
- 2000 – Albert Cossery, Les Couleurs de l'infamie (Joëlle)
- 1999 – Jean Daniel, Avec le temps (Grasset)
- 1998 – Alain Nadaud, Auguste fulminant (Grasset)
- 1997 – Jean-Christophe Rufin, L'Abyssin (Gallimard)
- 1996 – Héctor Bianciotti, Le Pas si lent de l'amour (Grasset)
- 1995 – André Chouraqui, Moïse (Le Rocher)
- 1994 – Tahar Ben Jelloun, L'Homme rompu (Seuil)
- 1993 – Jean Thuillier, Campo morto (José Corti)
- 1992 – Robert Solé, Le tarbouche (Seuil)
- 1991 – Tahar Djaout, Les vigiles (Seuil)
- 1990 – Philippe Le Guillou, La rumeur du soleil (Gallimard)
- 1989 – Jules Roy, Mémoires barbares (Albin Michel)
- 1988 – Dominique Fernandez, Le radeau de la Gorgone (Grasset)
- 1987 – François Fontaine, Blandine de Lyon (Julliard)
- 1986 – Chochana Boukhobza, Un été à Jérusalem (Balland)
- 1985 – Nicolas Saudray, La maison des prophètes (Seuil)

### Prix Méditerranée Étranger
- 2023 – Javier Castillo, La Petite Fille sous la neige
- 2021 – Alessio Forgione, Napoli mon amour
- 2020 – Giosuè Calaciura, Borgo vecchio
- 2019 – Marco Balzano, Je reste ici
- 2018 – Daniel Mendelsohn, Une odyssée: Un père, un fils, une épopée
- 2017 – Ersi Sotiropoulos, Ce qui reste de la nuit
- 2016 – Lluís Llach, Les yeux fardés
- 2015 – Milena Agus und Luciana Castellina, Prends garde
- 2014 – Javier Cercas, Les lois de la Frontière, éditions Actes Sud
- 2013 – José Carlos Llop, En la ciudad sumergida, editorial RBA
- 2012 – Antonio Muñoz Molina, Dans la grande nuit des temps
- 2011 – Dimitris Stefanakis, Jours d'Alexandrie
- 2010 – Amos Oz, Scéne de Vies Villageoises (Éditions Gallimard)
- 2009 – Almudena Grandes, Le Coeur Glacé (Lattès)
- 2008 – Sandro Veronesi, Chaos Calme (Grasset)
- 2007 – Claudio Magris, À l’Aveugle (Gallimard)
- 2006 – Orhan Pamuk, Schnee (Gallimard)
- 2005 – Antonio Tabucchi, Tristano meurt (Gallimard)
- 2004 – Jaume Cabré, Sa Seigneurie (Christian Bourgois)
- 2003 – Baltasar Porcel, Cabrera, ou l’Empereur des morts (Actes Sud)
- 2002 – Umberto Eco, Baudolino (Grasset)
- 2001 – Arturo Pérez-Reverte, Le Cimetière des bateaux sans nom (Seuil)
- 2000 – Yoram Kaniuk, Il commanda l’Exodus (Fayard)
- 1999 – Pietro Citati, La Lumière de la nuit (Gallimard)
- 1998 – Boutros Boutros-Ghali, Le Chemin de Jérusalem (Fayard)
- 1997 – Besnik Mustafaj, Le Tambour de papier (Actes Sud)
- 1996 – Yasar Kemal, La Voix du sang (Gallimard)
- 1995 – Adonis, Soleils Seconds (Mercure de France)
- 1994 – Juan Goytisolo, Barzak (Gallimard)
- 1993 – Ismail Kadare, La Pyramide (Éditions Fayard)
- 1992 – Luis Landero, Les Jeux tardifs de l’âge mur (Éditions Gallimard)

### Prix Méditerranée Essai
- 2023 – Patrice Franceschi, Dictionnaire amoureux de la Corse

### Prix Méditerranée Poesie
- 2023 – Sébastien Cagnoli, Espars, poème épique

### Prix Méditerranée Roussillon
- 2023 – Daniel Hernandez, Le vin des Césars